# Schlacht um Mallorca
Gijón –
Oviedo –
Alcázar von Toledo –
Mérida –
Badajoz –
Guipúzcoa –
Mallorca –
Sierra Guadalupe –
Talavera de la Reina –
Madrid –
Straße nach Coruña –
Málaga –
Jarama –
Guadalajara –
Krieg im Norden (Durango, Guernica, Santander) –
Brunete –
Belchite –
Teruel –
Cabo de Palos –
Aragon –
Ebro –
Katalonien
Die Schlacht um Mallorca war eine amphibische Landung der republikanischen Armee zwischen dem 16. August und dem 4. September 1936 während des Spanischen Bürgerkriegs, um die Insel Mallorca wieder unter die Kontrolle der Zweiten Spanischen Republik zu bringen. Nach anfänglichen Erfolgen scheiterte das Unternehmen jedoch. Insgesamt gab es auf beiden Seiten mindestens 1500 Gefallene.

## Vorgeschichte

### Militärputsch gegen die Republik
Der Spanische Bürgerkrieg begann mit einer Militärrevolte unter General Francisco Franco am 17. Juli 1936 in Spanisch-Marokko, die sich zu einem Militäraufstand gegen die Regierung der Republik auch in anderen Teilen Spaniens ausweitete. Am Sonntag, dem 19. Juli, stellte sich der Militärkommandant der Balearischen Inseln, General Manuel Goded Llopis, auf die Seite der Aufständischen und gab die militärische Unterstützung der nationalistischen Putschisten um Franco bekannt. Um 7.30 Uhr des Tages rief er das Kriegsrecht aus und ernannte anschließend Oberstleutnant Luis García Ruiz statt des von der republikanischen Regierung eingesetzten Antonio Espina zum Zivilgouverneur. Noch am selben Tag flog Goded mit seinem Sohn und einigen Offizieren in einem Wasserflugzeug nach Barcelona, um dort die Führung des Aufstands zu übernehmen. Er hatte jedoch keinen Erfolg und wurde am Nachmittag des 19. Juli verhaftet. Am 11. August 1936 von einem Kriegsgericht zum Tode verurteilt wurde Goded am 12. August standrechtlich erschossen.
Im Gegensatz zu den anderen Inseln der Balearen konnten auf Menorca die Anhänger der spanischen Republik ihre Position behaupten. Auch die Regionen Katalonien und Valencia blieben republikanisch. Die Pläne für einen Angriff auf die Balearen scheint bei verschiedenen Milizgruppen der republikanischen Armee unabhängig voneinander in den Tagen nach dem Abfall Ibizas, Formenteras und Mallorcas an die franquistischen Putschisten aufgekommen zu sein. Bereits am 23. Juli wurden Palma de Mallorca und Cabrera bombardiert. Am 1. August 1936 landeten republikanische Truppen aus Menorca mit einem Truppentransportschiff und zwei U-Booten auf Cabrera und eroberten die mit 20 Mann bestückte Garnison der Insel, gaben sie anschließend aber wieder auf.

### Beginn der Invasion der Balearen
Am 2. August trafen republikanische Milizen aus Barcelona unter dem Befehlshaber der dort stationierten Marineflieger, Hauptmann der Infanterie und der spanischen Luftwaffe Alberto Bayo Giroud auf Menorca ein. Bayo übernahm den Oberbefehl über die Invasionstruppen für die Balearen. Am Folgetag, dem 3. August, wurde Palma erneut durch die republikanische Luftwaffe bombardiert. Bis zum 6. August waren die logistischen Vorbereitungen der Besetzung der Balearen abgeschlossen. Das Zentralkomitee der antifaschistischen Milizen von Katalonien (Comité Central de Milicias Antifascistas de Cataluña) und die katalanische Regionalregierung unterstützten die Planungen. Die Regierung der spanischen Republik in Madrid hatte keine Einwände gegen die Entwicklung.
Bereits am 7. August erfolgte die Besetzung Formenteras durch eine republikanische Einheit aus Valencia unter dem Hauptmann der Guardia Civil Manuel Uribarri Barutell. Am 8. August begann der Angriff Bayos auf Ibiza. Unterstützt durch die Milizen Uribarris konnte Ibiza nach einigen Tagen eingenommen werden. Die Verwaltung der Insel wurde einem „antifaschistischen Komitee“ (Comité Antifascista de Ibiza) übertragen, das Antonio Martínez von der Kommunistischen Partei unterstand. Ibiza und Formentera hatten vor dem Angriff der Republikaner zusammen nur eine nationalistische Garnison von 100 Soldaten, Carabineros (Polizisten) und Angehörigen der Guardia Civil.
Am 13. August 1936 besetzten über 400 katalanische Milizionäre der FAI (Federación Anarquista Ibérica) die Insel Cabrera, anscheinend ohne Absprache mit Bayo oder Uribarri. Beide konnten sich über das weitere Vorgehen bezüglich Mallorca nicht einigen, weshalb die Einheiten Uribarris auf das Festland zurückverlegt wurden. In den frühen Morgenstunden des 15. August begab sich Bayo von Mahón auf Menorca nach Cabrera, wo er den Milizionären der FAI vorschlug, zur Ablenkung die Insel Dragonera zu besetzen. Doch nach sieben Stunden vergeblicher Gespräche flog er zum republikanischen Flottenstützpunkt nach Mahón zurück, nachdem das anarchistische Komitee (comité anarquista) es wegen Bayos Sympathie für das kommunistische Lager der Republik ablehnte, sich an der geplanten Operation zu beteiligen. Stattdessen setzten die Milizionäre der FAI am folgenden Tag eigenständig an die Ostküste Mallorcas über, ohne dass Bayo etwas davon wusste und noch bevor dieser mit seinen Truppen auf der Insel landete.

## Kampfhandlungen auf Mallorca

### Landung der Republikaner

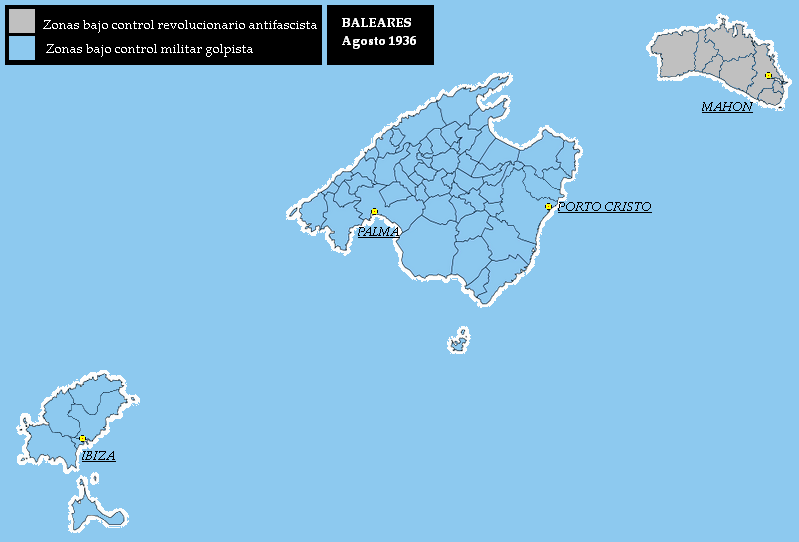
Im Juli 1936 auf den Balearen unter Kontrolle der Nationalisten (blau) und Republikaner (grau)

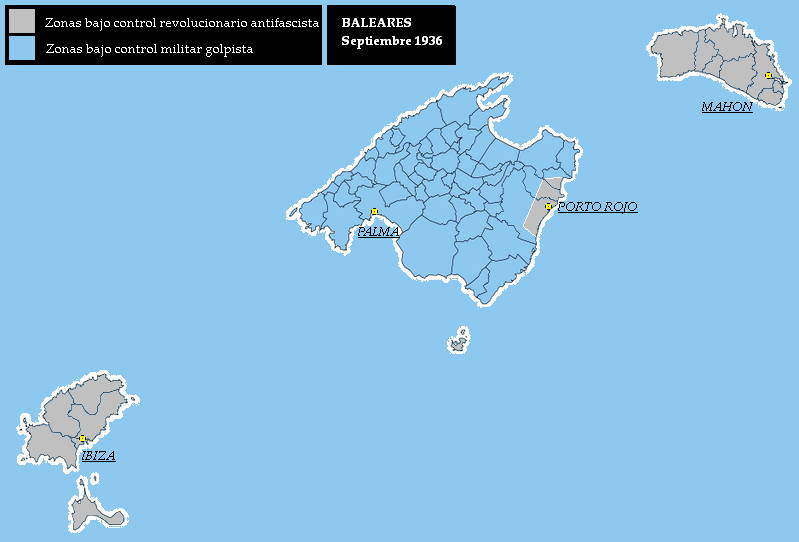
Maximale Gebietsgewinne der Republikaner auf den Balearischen Inseln Anfang September 1936

Im Morgengrauen des 16. August 1936, einem Sonntag, landeten die republikanischen Einheiten mit Hilfe ihrer Flotte auf einer Länge von sieben Kilometern an der Ostküste Mallorcas. Die republikanische Flotte bestand aus den Zerstörern Almirante Miranda, dem Stabsschiff Bayos, und Almirante Antequera, dem Kanonenboot Xauen, dem Torpedoboot 17, dem Frischwasser-Tankschiff 3, den Transportern Ciudad de Cádiz und Mar Negro, dem Frachtschiff Mar Cantábrico, dem Post- und Verwundetentransportschiff Ciudadela und dem Lazarettschiff Marqués de Comillas. Die Ausschiffungen an der Halbinsel Punta de n’Amer, im Norden an der Cala Nau und im Süden bei Sa Coma, erfolgten mittels der Barkassen K-12 und K-26. Außerdem verfügten die Einheiten Bayos über die drei U-Boote B-2, B-3 und B-4 und sechs Wasserflugzeuge des Typs Savoia-Marchetti SM.62. Unterstützt wurde die Landung durch die Feuerkraft des Schlachtschiffes Jaime I. und des Leichten Kreuzers Libertad, sowie einige der zehn Wasserflugzeuge Macchi-Castoldi MC.18 aus Barcelona. Bereits kurz nach 5 Uhr morgens waren die über 400 Kämpfer der anarchistischen FAI an der Cala Anguila und in Porto Cristo an Land gegangen. Insgesamt hatten die verschiedenen Einheiten der republikanischen Landungstruppen eine Gesamtstärke von bis zu 8000 Mann.
Das Hauptquartier der Invasionstruppen wurde auf dem Anwesen Sa Coma eingerichtet, zu dem auch die Halbinsel Punta de n’Amer gehörte. Den heutigen Ort Sa Coma gab es damals noch nicht. In den Cases de sa Coma legte man auch ein Lazarett an. Alberto Bayo richtete sich in einer vorgelagerten Windmühle ein. Der Verwalter des Landgutes, Miguel Adrover, blieb unbehelligt. Er und die Arbeiter des Gutes mussten jedoch die einquartierten Truppen betreuen. Bei der Besetzung der Cases de sa Coma wurden durch das vorangegangene Bombardement die Gebäude beschädigt und von den Landungstruppen die Lohngelder gestohlen und kirchliche Symbole zerstört. Zur Versorgung der Truppen requirierte und schlachtete man in der Zeit der Besatzung die 200 Schafe des Gutes.

### Weitestes Vordringen der Invasionstruppen
Schon am Tag der Landung ihrer Truppen mussten die Republikaner erste Niederlagen gegen die zahlenmäßig unterlegenen Verteidiger Mallorcas hinnehmen. Die Nationalisten verfügten über etwa 2000 falangistische Freiwillige, ungefähr 300 Carabineros und Angehörige der Guardia Civil und nur 1200 reguläre Soldaten, die jedoch gut ausgebildet waren. Die in Porto Cristo an Land gegangenen anarchistischen Milizionäre ließen wertvolle Zeit verstreichen und feierten ihren Landungserfolg. Sie benannten den Ort in Porto Rojo („Roter Hafen“) um, plünderten die von der Zivilbevölkerung verlassenen Häuser und versuchten die Kirche in Brand zu setzen. Als sie um 11 Uhr beschlossen, nach Manacor vorzustoßen, wurden sie durch eine aus Palma herangeführte Hundertschaft der Legión de Mallorca, unterstützt von Falange-Kämpfern, carlistischen Requetés und Kräften der Guardia Civil aus Manacor und anderen Gemeinden des Inselostens, bei den Höhlen der Coves dels Hams zurückgeschlagen.
Die Anarchisten zogen sich nach Porto Cristo zurück, wo inzwischen die Milizen eintrafen, die an der Cala Anguila gelandet waren. Im Tal des Torrent des Riuet gerieten diese, verfolgt von nationalistischen Einheiten aus dem Raum Felanitx, von den Anhöhen her unter Beschuss, wo das franquistische Militär allein drei Stellungen mit schweren Maschinengewehren besetzt hatten. Die anarchistischen Milizen wurden vollständig aufgerieben. Am 17. August standen die nationalistischen Inselverteidiger am Ortsrand von Porto Cristo. Die Franquisten stürmten das als Lazarett dienende Hotel Perelló und erschossen die dort befindlichen Verwundeten einschließlich drei Krankenschwestern. Im Ort kam es bis zum Abzug der Republikaner von Mallorca zu Häuserkämpfen. Bis dahin konnten sie nur die Steilklippen am Strand bei den Villen Can Blau, Can Riche und Can Servera trotz ständigem Beschuss uneingeschränkt halten. Sie wurden von den Kämpfern als El Parapeto de la Muerte („Unterstand des Todes“) bezeichnet.
Auch vor Son Servera im Nordwesten kam der Vormarsch der Republikaner zunächst zum Stehen. Eine Marineeinheit von etwa 50 Mann der „Schwarzen Garde“, die zuvor an der Eroberung Ibizas großen Anteil hatte, geriet schon am ersten Tag in einen Hinterhalt franquistischer Soldaten und Zivilgardisten unweit der Bahnlinie unterhalb des Hügels na Penyal. Drei der Überlebenden wurden nach Son Servera gebracht und dort erschossen. Ein vierter, der aus Barcelona stammende achtzehnjährige  Domingo López, überlebte die Erschießung und konnte, zu den Toten in eine Grube geworfen, aus dieser nachts durch die Kiefernwälder zu seinem Kommando nach Sa Coma entkommen. Den republikanischen Verbänden gelang es danach die das Tal von Son Servera umgebenden Hügel einnehmen, die sie bis zu ihrem Rückzug auf die Schiffe fast ständig unter Kontrolle hielten. Dabei stießen sie bis sieben Kilometer ins Inselinnere vor. Die meisten Zivilisten des ungefähr 900 Einwohner zählenden Son Servera flohen vor den Kämpfen. In ihren Häusern bezogen Militäreinheiten Stellung. Das Hauptquartier der Franquisten befand sich im Tiefgeschoss des heutigen Cafés S’Oratge am Kirchplatz von Son Servera. Fast täglich stand das Ortsgebiet unter Beschuss angelandeter Artillerie, Bombenabwürfen aus Flugzeugen und von Schiffsgeschützen der republikanischen Kriegsflotte, konnte von Bayos Truppen jedoch nicht eingenommen werden.
Am Mittwoch, dem 26. August 1936, stießen die Republikaner von drei Seiten nach Son Carrió vor, mit einem Verband der anarchosyndikalistischen Gewerkschaft CNT aus östlicher Richtung über die Finca Sa Torre Nova, die danach als Feldlazarett diente, weiteren Militärs auf dem südlichen Landweg aus Porto Cristo und etwa 500 Milizionären auf dem südöstlichen Pfad aus Richtung S’Illot. Nach Bombardierungen durch Flugzeuge und Schiffsgeschütze räumten die franquistischen Verteidiger ihre Stellungen im Ortskern, auf den angrenzenden Hügeln und den östlich gelegenen Windmühlen. Viele Dorfbewohner flüchteten nach Son Servera, Sant Llorenç oder Manacor. Nach der Besetzung des Ortes wurden die Häuser nach Lebensmitteln und Wertgegenständen durchsucht und geplündert. In der Kirche rissen die anarchistischen Milizionäre die Heiligenfiguren vom Hauptaltar und den Seitenkapellen. Die Statuen Christi, der Jungfrau Maria und die Reiterfigur des Santiago Matamoros wurden zerschlagen. Neben einem Bombentreffer rechts hinter dem Hauptaltar, der ein Loch in der Außenwand verursachte, entstanden auch Schäden durch Schießübungen am Kirchengebäude. Son Carrió war der einzige Ort Mallorcas, der von den republikanischen Truppen vollständig eingenommen und über eine Woche lang gehalten werden konnte.

### Italienische Unterstützung der Nationalisten
Bereits am 18. und 19. August bekamen die Nationalisten militärische Unterstützung aus Italien. Dabei handelte es sich um drei Wasserflugzeuge des Typs Savoia-Marchetti S.55X, aus denen man jedoch nur Handgranaten abwerfen konnte. Sie waren nicht in der Lage, die Luftüberlegenheit der Republikaner zu brechen. Eines der Flugzeuge wurde durch eine republikanische SM.62 beschädigt und musste in Palma repariert werden. Die anderen beiden wurden schon nach wenigen Einsätzen wieder abgezogen. Kurz darauf griff eine deutsche Junkers Ju 52 das Schlachtschiff Jaume I. an und zwang es zur Flucht nach Cartagena. Am 27. August traf auf dem Frachter Morandi weiteres militärisches und technisches Personal mit Kriegsmaterial aus Italien in Palma ein, vor allem drei Wasserflugzeuge Macchi M.41 und drei Jagdflugzeuge Fiat Aviazione CR.32. Schon am 28. August kamen die Flugzeuge der Italiener unter der Leitung von Luigi Cirelli zum Einsatz und beschossen die Stellungen Bayos an der Ostküste Mallorcas. Leutnant Rinaldi schoss mit seiner M.41 eine republikanische SM.62 in der Nähe von Capdepera ab. Die anderen Wasserflugzeuge der Landungstruppen waren nach den Luftangriffen der Italiener unbrauchbar. Am 2. September wurde das Munitionsdepot der Republikaner in einem ehemaligen Steinbruch an der Südküste der Halbinsel Punta de n’Amer zerstört.
Mit den italienischen Offizieren, die als Piloten die mallorquinischen Nationalisten unterstützten, schickte der italienische Außenminister Gian Galeazzo Ciano auch den faschistischen Aktivisten Arconovaldo Bonacorsi, der sich selbst Conte (kastilisch Conde, katalanisch Comte) Rossi oder Aldo Rossi nannte, als militärischen Berater und Organisator der Falange nach Mallorca. Er traf am 26. August 1936 in Palma ein und baute eine Einheit von 52 Mann auf, die sich Los Dragones de la Muerte („Die Drachen des Todes“) nannte. Mit ihr zog er am 27. oder 28. August nach Manacor, wo er an der Plaça de sa Bassa sein Hauptquartier einrichtete. Die Dragones de la Muerte waren am 3. September 1936 wesentlich an der Einnahme des zuvor von den Republikanern gehaltenen Hügels Puig de Son Corb im Osten von Son Servera beteiligt. Bonacorsi nahm an den Repressionen der Falange gegen Teile der Zivilbevölkerung Mallorcas teil, die den Republikanern nahestanden, und war verantwortlich für die Tötung zahlreicher republikanischer Gefangener aus den Kämpfen mit den Invasionstruppen Bayos. Den Oberbefehl über die nationalistischen Truppen an der Front bei Manacor hatte seit der Nacht zum 30. August 1936 Oberstleutnant Luis García Ruiz an Stelle von Oberst Emilio Ramos Unamuno übertragen bekommen. In dieser Eigenschaft befehligte er die Einnahme des Puig de Son Corb und plante für den 4. September einen Großangriff gegen die Republikaner.

### Rückzug der Republikaner
Die neue Regierung in Madrid unter dem Regierungspräsidenten und Kriegsminister Francisco Largo Caballero sowie dem Marine- und Luftwaffenminister Indalecio Prieto versagte am 3. September 1936 den republikanischen Landungstruppen auf Mallorca die weitere Unterstützung. Hauptmann Bayo sah sich dadurch und durch die schweren Verluste zum Rückzug von der Insel gezwungen. Die Einschiffung der zu diesem Zeitpunkt auf Mallorca befindlichen etwa 3000 Mann der republikanischen Verbände erfolgte in der Nacht vom 3. zum 4. September. Zur Deckung des Rückzugs kehrten das Schlachtschiff Jaime I. und der leichte Kreuzer Libertad vor die Ostküste der Insel bei Punta de n’Amer zurück.
Neben einer Vielzahl von Waffen und Ausrüstungsmaterial, darunter zwei Wasserflugzeuge mit zerstörtem Antrieb, wurden von den Invasionstruppen über 240 Milizionäre zurückgelassen, die es nicht mehr rechtzeitig auf die Schiffe schafften oder die der Rückzugsbefehl nicht erreichte. Insgesamt 100 bis 200 von ihnen töteten die nachrückenden Nationalisten noch an der Küste oder schafften sie nach Manacor, um sie dort zu erschießen. Auch Sanitätspersonal blieb davon nicht verschont. So wurden fünf Krankenschwestern, die am 4. September auf einem Verbandsplatz an der Front bei Son Carrió in die Hände der Franquisten fielen, zunächst in der Schule von Manacor eingesperrt, dann auf der Plaça de sa Bassa als „Prostituierte“ öffentlich zur Schau gestellt, bevor man sie in der Nacht im Keller des Hauptquartiers von Arconovaldo Bonacorsi folterte, misshandelte und vergewaltigte und am 5. September gegen 11 Uhr an der Friedhofsmauer von Son Coletes hinrichtete.

## Nachwirkungen
Am 13. September 1936 nahmen die Nationalisten die Insel Cabrera vor der Südküste Mallorcas wieder ein. Am selben Tag wurde Ibiza von Mallorca aus bombardiert. Daraufhin zogen die republikanischen Verbände von Ibiza und Formentera ab, was die Besetzung der beiden Inseln durch die Nationalisten am 19. und 20. September ermöglichte. Menorca hingegen blieb republikanisch. Hauptmann Bayo traf am 6. September 1936 in Barcelona ein. Dort wurde er vor das Comité de milicies antifaixistes de Catalunya („Ausschuss der antifaschistischen Milizen Kataloniens“) unter der Leitung von Juan García Oliver vorgeladen. Man warf Bayo Inkompetenz und Versagen vor, war jedoch nicht befugt, wie ein Kriegsgericht Strafen zu verhängen. Ein Mitglied des Ausschusses, Vicente Guarner, informierte telefonisch den Marine- und Luftwaffenminister Indalecio Prieto über die Anhörung, worauf es zu einem Treffen zwischen Prieto und Bayo in Valencia kam, wohin Bayo unter Bewachung gebracht wurde. Der Minister sprach Bayo dort von der Verantwortung frei und ernannte ihn zu seinem persönlichen Assistenten. Prieto sah die Ursache der Niederlage in der Verantwortlichkeit der katalanischen Regionalregierung und im Eingreifen der italienischen Luftstreitkräfte.
Die strategische Lage Mallorcas wurde durch die Zentralregierung der spanischen Republik unterschätzt. Nach der Abwehr der republikanischen Invasion bauten die Nationalisten die Küstenverteidigung mit Bunkern und Unterständen für Maschinengewehre aus. Gleichzeitig wurde der Flughafen Son San Juan südöstlich von Palma erweitert. Es entstanden zwei große Landebahnen mit Beleuchtung für Nachtflüge, geschützt durch eine Luftabwehr. Hier stationierten die Italiener ihre l’Aviazione Legionaria delle Baleari mit modernen Flugzeugen, die am 25. Oktober 1936 mit Angriffen auf Menorca beginnend in den folgenden Jahren vor allem die Hafenanlagen und Innenstädte von Valencia und Barcelona bombardierten. Auf Barcelona flogen die italienischen aber auch deutsche Flugzeuge von Mallorca aus fast 200 Angriffe, bei denen 2500 bis 3000 Menschen getötet wurden. Die schwersten Angriffe erfolgten vom 16. zum 18. März 1938 mit etwas unter 1000 Toten. Der letzte Luftangriff auf die Stadt erfolgte am 24. Januar 1939, zwei Tage vor der Einnahme Barcelonas durch die franquistischen Truppen.
Am 6. März 1938 gerieten die Balearen nochmals in den Blickpunkt militärischer Handlungen während des Bürgerkrieges, als der erst 15 Monate alte Schwere Kreuzer Baleares um 2.20 Uhr morgens südwestlich von Ibiza, in der Schlacht von Cabo de Palos, von den Republikanern durch den Einschlag zweier Torpedos versenkt wurde. Er bildete mit zwei weiteren Kreuzern den Begleitschutz eines Frachterkonvois von Palma de Mallorca nach Cádiz. Die republikanische Flotte war aus Cartagena ausgelaufen, um die Kreuzer der Franquisten (Baleares, Canarias und Almirante Cervera) in ihrer Basis im Hafen von Palma anzugreifen. Infolge des Zusammentreffens der beiden gegnerischen Verbände vor Ibiza starben bei den Kampfhandlungen und der Versenkung der Baleares 788 Menschen, meist Rekruten aus Galicien, Andalusien und dem Baskenland, aber auch falangistische Freiwillige von den Balearischen Inseln, vornehmlich von Mallorca. 435 Mann überlebten den Untergang des Kriegsschiffes. Den Toten wurde im Park Sa Faixina in Palma aus Spenden der mallorquinischen Bevölkerung ein Denkmal gesetzt, das heute wegen seiner franquistischen Symbole umstritten ist.
Alberto Bayo Giroud, Oberbefehlshaber der republikanischen Landungstruppen auf Mallorca, wurde später Mitglied der Kommunistischen Partei und nach der Schlacht von Brunete im Sommer 1937 befördert, so dass er bis zum Oberstleutnant aufstieg. Am Ende des Bürgerkriegs musste er 1939 nach Mexiko emigrieren, wo er Professor an der Flugschule in Guadalajara wurde. Dort dokumentierte er im Jahr 1944 in dem Buch Mi desembarco en Mallorca: de la guerra civil española seine Erinnerungen an die militärische Operation zur Eroberung Mallorcas. In den 1950er Jahren lernte Bayo in Mexiko den jungen kubanischen Anwalt Fidel Castro kennen. Auf der Rancho Las Rosas bildete er Guerilla-Kämpfer für die kubanische Revolution aus, unter anderem Ernesto Guevara de la Serna, genannt Che Guevara. Alberto Bayo starb 1967 im Rang eines Generals der Armee der Republik Kuba.